# Cantonul Coursan
Cantonul Coursan este un canton din arondismentul Narbonne, departamentul Aude, regiunea Languedoc-Roussillon, Franța.

## Comune
- Armissan
- Coursan (reședință)
- Cuxac-d'Aude
- Fleury
- Gruissan
- Salles-d'Aude
- Vinassan